# Mistrovství světa v judu 2015 – muži – střední váha (-90 kg)
Zápasy v judu na XL. mistrovství světa v kategorii středních vah mužů proběhly v Astaně, 28. srpna 2015.

## Finále
| finále         |               |
| -------------- | ------------- |
| Kirill Děnisov | Kwak Tong-han |
| Kwak Tong-han  | Kwak Tong-han |

## Opravy / O bronz
Poražení čtvrtfinalisté se utkávají mezi sebou v opravách. Vítězové oprav následně vyzvou poražené semifinalisty v boji o bronzovou medaili.
| opravy              | o bronz                |                     |
| ------------------- | ---------------------- | ------------------- |
| Krisztián Tóth      | Mašú Beiká             | Mašú Beiká          |
| Mašú Beiká          | Mašú Beiká             | Mašú Beiká          |
|                     | Kamranšach Ustopirijan | Mašú Beiká          |
| Aaron Hildebrand    | Varlam Liparteliani    | Varlam Liparteliani |
| Varlam Liparteliani | Varlam Liparteliani    | Varlam Liparteliani |
|                     | Beka Gviniašvili       | Varlam Liparteliani |

## Pavouk
|   | 1/64                       | 1/32                       | 1/16                       | čtvrtfinále            | semifinále             | finále         |
| - | -------------------------- | -------------------------- | -------------------------- | ---------------------- | ---------------------- | -------------- |
| A | volný los                  | Krisztián Tóth             | Krisztián Tóth             | Krisztián Tóth         | Kirill Děnisov         | Kirill Děnisov |
| A | volný los                  | Krisztián Tóth             | Krisztián Tóth             | Krisztián Tóth         | Kirill Děnisov         | Kirill Děnisov |
| A | Francois Sád               | Milan Randl                | Krisztián Tóth             | Krisztián Tóth         | Kirill Děnisov         | Kirill Děnisov |
| A | Milan Randl                | Milan Randl                | Krisztián Tóth             | Krisztián Tóth         | Kirill Děnisov         | Kirill Děnisov |
| A | Alexandr Jurečka           | Alexandr Jurečka           | Alexandr Jurečka           | Krisztián Tóth         | Kirill Děnisov         | Kirill Děnisov |
| A | Ovini Uera                 | Alexandr Jurečka           | Alexandr Jurečka           | Krisztián Tóth         | Kirill Děnisov         | Kirill Děnisov |
| A | Imad Abd-el-Lavi           | Colton Brown               | Alexandr Jurečka           | Krisztián Tóth         | Kirill Děnisov         | Kirill Děnisov |
| A | Colton Brown               | Colton Brown               | Alexandr Jurečka           | Krisztián Tóth         | Kirill Děnisov         | Kirill Děnisov |
| A | Kirill Děnisov             | Kirill Děnisov             | Kirill Děnisov             | Kirill Děnisov         | Kirill Děnisov         | Kirill Děnisov |
| A | Tiago Camilo               | Kirill Děnisov             | Kirill Děnisov             | Kirill Děnisov         | Kirill Děnisov         | Kirill Děnisov |
| A | Sebastian Temesi           | Rafael Romo                | Kirill Děnisov             | Kirill Děnisov         | Kirill Děnisov         | Kirill Děnisov |
| A | Rafael Romo                | Rafael Romo                | Kirill Děnisov             | Kirill Děnisov         | Kirill Děnisov         | Kirill Děnisov |
| A | Ibrahim Chalaf             | Ibrahim Chalaf             | Guillaume Elmont           | Kirill Děnisov         | Kirill Děnisov         | Kirill Děnisov |
| A | Tevita Takayawa            | Ibrahim Chalaf             | Guillaume Elmont           | Kirill Děnisov         | Kirill Děnisov         | Kirill Děnisov |
| A | Li Kochman                 | Guillaume Elmont           | Guillaume Elmont           | Kirill Děnisov         | Kirill Děnisov         | Kirill Děnisov |
| A | Guillaume Elmont           | Guillaume Elmont           | Guillaume Elmont           | Kirill Děnisov         | Kirill Děnisov         | Kirill Děnisov |
| B | Beka Gviniašvili           | Beka Gviniašvili           | Beka Gviniašvili           | Beka Gviniašvili       | Beka Gviniašvili       | Kirill Děnisov |
| B | Quedjau Nhabali            | Beka Gviniašvili           | Beka Gviniašvili           | Beka Gviniašvili       | Beka Gviniašvili       | Kirill Děnisov |
| B | Patryk Ciechomski          | Patryk Ciechomski          | Beka Gviniašvili           | Beka Gviniašvili       | Beka Gviniašvili       | Kirill Děnisov |
| B | Domenik Wenzinger          | Patryk Ciechomski          | Beka Gviniašvili           | Beka Gviniašvili       | Beka Gviniašvili       | Kirill Děnisov |
| B | Dieudonne Dolassem         | Mammadali Mehdijev         | Aleksandar Kukolj          | Beka Gviniašvili       | Beka Gviniašvili       | Kirill Děnisov |
| B | Mammadali Mehdijev         | Mammadali Mehdijev         | Aleksandar Kukolj          | Beka Gviniašvili       | Beka Gviniašvili       | Kirill Děnisov |
| B | Samuli Viitanen            | Aleksandar Kukolj          | Aleksandar Kukolj          | Beka Gviniašvili       | Beka Gviniašvili       | Kirill Děnisov |
| B | Aleksandar Kukolj          | Aleksandar Kukolj          | Aleksandar Kukolj          | Beka Gviniašvili       | Beka Gviniašvili       | Kirill Děnisov |
| B | Mašú Beiká                 | Mašú Beiká                 | Mašú Beiká                 | Mašú Beiká             | Beka Gviniašvili       | Kirill Děnisov |
| B | Šerali Džurajev            | Mašú Beiká                 | Mašú Beiká                 | Mašú Beiká             | Beka Gviniašvili       | Kirill Děnisov |
| B | Zack Piontek               | Zack Piontek               | Mašú Beiká                 | Mašú Beiká             | Beka Gviniašvili       | Kirill Děnisov |
| B | Joakim Dvärby              | Zack Piontek               | Mašú Beiká                 | Mašú Beiká             | Beka Gviniašvili       | Kirill Děnisov |
| B | Hatim Abd-el-Aker          | Hatim Abd-el-Aker          | Hatim Abd-el-Aker          | Mašú Beiká             | Beka Gviniašvili       | Kirill Děnisov |
| B | Žilvinas Lekavičius        | Hatim Abd-el-Aker          | Hatim Abd-el-Aker          | Mašú Beiká             | Beka Gviniašvili       | Kirill Děnisov |
| B | Nikoloz Šerazadišvili      | Nikoloz Šerazadišvili      | Hatim Abd-el-Aker          | Mašú Beiká             | Beka Gviniašvili       | Kirill Děnisov |
| B | Aigars Milenbergs          | Nikoloz Šerazadišvili      | Hatim Abd-el-Aker          | Mašú Beiká             | Beka Gviniašvili       | Kirill Děnisov |
| C | volný los                  | Noël Van 't End            | Noël Van 't End            | Kamranšach Ustopirijan | Kamranšach Ustopirijan | Kwak Tong-han  |
| C | volný los                  | Noël Van 't End            | Noël Van 't End            | Kamranšach Ustopirijan | Kamranšach Ustopirijan | Kwak Tong-han  |
| C | Walter Facente             | Čeng Sün-čao               | Noël Van 't End            | Kamranšach Ustopirijan | Kamranšach Ustopirijan | Kwak Tong-han  |
| C | Čeng Sün-čao               | Čeng Sün-čao               | Noël Van 't End            | Kamranšach Ustopirijan | Kamranšach Ustopirijan | Kwak Tong-han  |
| C | Kamranšach Ustopirijan     | Kamranšach Ustopirijan     | Kamranšach Ustopirijan     | Kamranšach Ustopirijan | Kamranšach Ustopirijan | Kwak Tong-han  |
| C | Karolis Bauža              | Kamranšach Ustopirijan     | Kamranšach Ustopirijan     | Kamranšach Ustopirijan | Kamranšach Ustopirijan | Kwak Tong-han  |
| C | Isao Cardenas              | Isao Cardenas              | Kamranšach Ustopirijan     | Kamranšach Ustopirijan | Kamranšach Ustopirijan | Kwak Tong-han  |
| C | Celtus Dossou-Yovo         | Isao Cardenas              | Kamranšach Ustopirijan     | Kamranšach Ustopirijan | Kamranšach Ustopirijan | Kwak Tong-han  |
| C | Ilias Iliadis              | Ilias Iliadis              | Lchagvasürengín Otgonbátar | Aaron Hildebrand       | Kamranšach Ustopirijan | Kwak Tong-han  |
| C | Ciril Grossklaus           | Ilias Iliadis              | Lchagvasürengín Otgonbátar | Aaron Hildebrand       | Kamranšach Ustopirijan | Kwak Tong-han  |
| C | Lchagvasürengín Otgonbátar | Lchagvasürengín Otgonbátar | Lchagvasürengín Otgonbátar | Aaron Hildebrand       | Kamranšach Ustopirijan | Kwak Tong-han  |
| C | Marcus Nyman               | Lchagvasürengín Otgonbátar | Lchagvasürengín Otgonbátar | Aaron Hildebrand       | Kamranšach Ustopirijan | Kwak Tong-han  |
| C | Asley González             | Asley González             | Aaron Hildebrand           | Aaron Hildebrand       | Kamranšach Ustopirijan | Kwak Tong-han  |
| C | Gábor Vér                  | Asley González             | Aaron Hildebrand           | Aaron Hildebrand       | Kamranšach Ustopirijan | Kwak Tong-han  |
| C | Celio Dias                 | Aaron Hildebrand           | Aaron Hildebrand           | Aaron Hildebrand       | Kamranšach Ustopirijan | Kwak Tong-han  |
| C | Aaron Hildebrand           | Aaron Hildebrand           | Aaron Hildebrand           | Aaron Hildebrand       | Kamranšach Ustopirijan | Kwak Tong-han  |
| D | Varlam Liparteliani        | Varlam Liparteliani        | Varlam Liparteliani        | Varlam Liparteliani    | Kwak Tong-han          | Kwak Tong-han  |
| D | Michail Markitan           | Varlam Liparteliani        | Varlam Liparteliani        | Varlam Liparteliani    | Kwak Tong-han          | Kwak Tong-han  |
| D | Jacob Larsen               | Jacob Larsen               | Varlam Liparteliani        | Varlam Liparteliani    | Kwak Tong-han          | Kwak Tong-han  |
| D | Abderrahman Ben-Amadi      | Jacob Larsen               | Varlam Liparteliani        | Varlam Liparteliani    | Kwak Tong-han          | Kwak Tong-han  |
| D | Alexandre Iddir            | Alexandre Iddir            | Alexandre Iddir            | Varlam Liparteliani    | Kwak Tong-han          | Kwak Tong-han  |
| D | Jaakko Alli                | Alexandre Iddir            | Alexandre Iddir            | Varlam Liparteliani    | Kwak Tong-han          | Kwak Tong-han  |
| D | Diego Barreto              | Islam Bozbajev             | Alexandre Iddir            | Varlam Liparteliani    | Kwak Tong-han          | Kwak Tong-han  |
| D | Islam Bozbajev             | Islam Bozbajev             | Alexandre Iddir            | Varlam Liparteliani    | Kwak Tong-han          | Kwak Tong-han  |
| D | Kwak Tong-han              | Kwak Tong-han              | Kwak Tong-han              | Kwak Tong-han          | Kwak Tong-han          | Kwak Tong-han  |
| D | Robert Florentino          | Kwak Tong-han              | Kwak Tong-han              | Kwak Tong-han          | Kwak Tong-han          | Kwak Tong-han  |
| D | Thomas Briceno             | Vadym Syňavský             | Kwak Tong-han              | Kwak Tong-han          | Kwak Tong-han          | Kwak Tong-han  |
| D | Vadym Syňavský             | Vadym Syňavský             | Kwak Tong-han              | Kwak Tong-han          | Kwak Tong-han          | Kwak Tong-han  |
| D | volný los                  | David Ruíz                 | David Ruíz                 | Kwak Tong-han          | Kwak Tong-han          | Kwak Tong-han  |
| D | volný los                  | David Ruíz                 | David Ruíz                 | Kwak Tong-han          | Kwak Tong-han          | Kwak Tong-han  |
| D | Kenji Yahata               | Alexandr Marmeljuk         | David Ruíz                 | Kwak Tong-han          | Kwak Tong-han          | Kwak Tong-han  |
| D | Alexandr Marmeljuk         | Alexandr Marmeljuk         | David Ruíz                 | Kwak Tong-han          | Kwak Tong-han          | Kwak Tong-han  |